# 表面亮度起伏
表面亮度起伏（Surface brightness fluctuation，SBF）是第二階的距離指標，用於估計星系的距離。這個技術應用到組成星系的恆星數量都是有限的事實。星系中任何一個小塊中的恆星數量，從一個點到另一個點都會有所不同，這創建出星系表面亮度分佈有類雜訊的波動。雖然一個星系中存在著各種不同亮度的恆星，並且涵蓋著很大的範圍，SBF的特性使得所有的恆星好像有著相同的亮度，這是恆星亮度分布的光度加權積分。年老的橢圓星系有相當一致的恆星族群，因此這種典型的「波動恆星」近似一種標準燭光。在實務上，需要在星系與星系之間的年齡差異或金屬量一一修正。
SBF模式是從星系的深度影像扣除平滑模式後，測量得到的功率譜殘值。  SBF模式明顯的是點散布函數轉換的傅立葉域。頻譜的振幅給了恆星波動的亮度。由於技術取決於對影像中星系結構了解的程度，外部無關的來源，像是球狀星團和背景的星系必須排除；星際塵埃區域的吸收也必須排除。在實務上，這意味著SBF的工作最適合橢圓星系或S0星系的核球，而螺旋星系一般有複雜的形態和塵埃擴散的外觀。
基於造父變星在觀測上可靠的周光關係，SBF通常使用位於大麥哲倫星系的造父變星來校準。
(Tonry 2001)(Macri 2006)
SBF是使用老年恆星族 (第二星族星) 的指標。

## 註解
1. ↑  Ferrarese, Laura; Ford, Holland C.; Huchra, John; Kennicutt, Robert C., Jr.; Mould, Jeremy R.; Sakai, Shoko; Freedman, Wendy L.; Stetson, Peter B.; Madore, Barry F.; Gibson, Brad K.; Graham, John A.; Hughes, Shaun M.; Illingworth, Garth D.; Kelson, Daniel D.; Macri, Lucas; Sebo, Kim; Silbermann, N. A., , The Astrophysical Journal Supplement Series, 2000, 128 (2): 431–459, Bibcode:2000ApJS..128..431F, doi:10.1086/313391.